# Юбецу (река)
Юбецу (яп. 湧別川 ю:бэцугава) — река в Японии на острове Хоккайдо. Протекает по территории округа Охотск.
Исток реки находится под горой Тенгу-даке (天狗岳, высотой 1553 м), на территории посёлка Энгару (уезд Момбецу). Река течёт через Сиратаке (район Энгару), потом через Марусеппу (丸瀬布), где в неё впадает река Мури (武利川). Ниже Энгару река протекает по равнине, где в неё впадает Икутахара (Икитавара-Гава, 生田原川). Далее река протекает через посёлок Юбецу и впадает в Охотское море.
Длина реки составляет 87 км, на территории её бассейна (1480 км²) проживает около 33000 человек. Согласно японской классификации, Юбецу является рекой первого класса.
Около 75 % бассейна реки занимают леса, около 10 % — сельскохозяйственные поля, около 1 % застроено.
Уклон реки в верховьях составляет около 1/100, в среднем течении — 1/250, в низовьях — 1/300-1/800. Среднегодовая норма осадков в бассейне реки составляет около 800 мм.
В XX векe крупнейшие наводнения происходили в 1922, 1971 и 1998 годах. Во время наводнения 1922 года было разрушено 496 домов, в 1971 году — 201 дом, в 1998 году — 138 домов.